# Nicolae Ghiță
Nicolae Ghiță (Tărtășești, 16 de noviembre de 1967) es un deportista rumano que compitió en lucha libre.
Ganó una medalla de plata en el Campeonato Europeo de Lucha de 1997, en la categoría de 85 kg. Participó en cuatro Juegos Olímpicos de Verano, entre los años 1992 y 2004, ocupando el séptimo lugar en Barcelona 1992 y el octavo en Sídney 2000.

## Palmarés internacional
| Campeonato Europeo | Campeonato Europeo | Campeonato Europeo | Campeonato Europeo |
| Año                | Lugar              | Medalla            | Categoría          |
| ------------------ | ------------------ | ------------------ | ------------------ |
| 1997               | Varsovia (Polonia) | Medalla de plata   | 85 kg              |